# Kania Górka
Kania Górka (niem. Kannenwinkel) – osada w Polsce położona w województwie zachodniopomorskim, w powiecie drawskim, w gminie Złocieniec. W latach 1975–1998 miejscowość administracyjnie należała do województwa koszalińskiego. Do 31 grudnia 2018 r. wieś należała do zlikwidowanej gminy Ostrowice. W roku 2007 osada liczyła 9 mieszkańców. Miejscowość wchodzi w skład sołectwa Nowe Worowo.

## Geografia
Osada leży ok. 3,5 km na wschód od Nowego Worowa, między Nowym Worowem a miejscowością Grabinek.